# KTM・690デューク
690デューク（690 Duke）は、KTM Sportmotorcycle AGが2008年から製造するネイキッドバイク。KTM・620デュークから続く、エンデューロレーサーのエンジンをベースにして軽量に設計された公道向けオンロードバイク。2010年からハイグレードな装備を採用したRモデルが併売されている。

## 概要
LC4エンジンと呼ばれる水冷単気筒エンジンを積んだバイクで、現行量産バイクとしては最大級の単気筒エンジンを積んでいる。単気筒エンジンではあるが、低回転領域の大トルクを生かしてゆっくり走るエンジンではなく逆にどんどん回転数を上げて走るように仕上がっており、さらに単気筒エンジンのメリットである軽さと幅の狭さを生かした「軽くて走る」バイクとなっている。
デビュー当初は外観としてはスーパーモタードに近いものであった。また排気量もデビュー当初は654 ccだったが、2010年モデルで690 ccへアップされた。2012年で外観を含めてフルモデルチェンジし、ネイキッドバイクそのものに近づき、低回転では走りにくい特性だったエンジンも改良して、ストリートユースでより走りやすくなった。